# Rudolph Brinkmann
Heinrich Rudolph Brinkmann (* 3. Januar 1789 in Osterode am Harz; † 20. Januar 1878 in Kiel) war ein deutscher Rechtswissenschaftler und Hochschullehrer.

## Leben
Brinkmann war der Sohn eines Stadtschreibers in Osterode und nahm im November 1808 sein Studium der Rechtswissenschaften an der Universität Göttingen auf. Er wurde Mitglied des Corps Hannovera Göttingen. Wohl aus wirtschaftlichen Gründen war Brinkmann zunächst nicht in der Lage zu promovieren und erhielt dennoch bereits 1812 auf Veranlassung des Generaldirektors des Unterrichts des Königreichs Westphalen Justus Christoph Leist die zunächst vorläufige Lehrberechtigung für Zivilrecht an der Universität Göttingen und galt fortan als dessen Protegé. Erst 1814 legte er – sehr zum Missfallen der Göttinger Fakultät – sein Promotionsexamen ab und wurde danach ohne Lob zum Doktor der Rechte promoviert. Er vertrat nach den Befreiungskriegen die Position der Rechtseinheit Deutschlands unter Fortgeltung des Code civil und kam so in Widerspruch zur Restauration im Königreich Hannover. Als einer der wenigen Universitätsangehörigen kritisierte er den Umgang der hannoverschen Regierung und der Universität Göttingen mit dem 1814 entlassenen französischen Philosophen Charles de Villers. Bis 1819 war er als Privatdozent in Göttingen tätig und erhielt dann einen Ruf als außerordentlicher Professor an die Juristische Fakultät der Universität Kiel, wo er 1823 ordentlicher Professor wurde. 1834 wurde er Oberappellationsgerichtsrat am neu eingerichteten Schleswig-Holstein-Lauenburgischen Oberappellationsgericht in Kiel. 1855 wurde er als ältester Rat gemeinsam mit dem Präsidenten des Gerichts Friedrich Christian Schmidt sowie dem Rat Alexander Friedrich Wilhelm Preusser durch den dänischen Minister für Holstein und Lauenburg Ludwig Nicolaus von Scheele entlassen, was zu Protesten der schleswig-holsteinischen Landstände unter ihrem Präsidenten Carl von Scheel-Plessen beim dänischen König Christian IX. und zu einer Klage vor dem Oberappellationsgericht führte, das sich aber für nicht zuständig erklärte.

## Ehrungen
- Ritter des Guelphen-Ordens (1834)
- Ritter des Dannebrogordens (1845)

## Schriften
- Die Erbfolge nach dem Code Napoleon im systematischen Zusammenhang ausführlich dargestellt von Heinrich Rudolf Brinkmann, Heinrich Dieterich, Göttingen 1812
- Ansichten von der Rechtswissenschaft: Über den Werth des Bürgerlichen Gesetzbuchs der Franzosen, Band 1, 1814
- Institutionum juris Romani, quod ad singulorum utilitatem spectat, libri quinque, 1818
- Bruchstücke, die Universität Göttingen betreffend. In: Kieler Beyträge: hrsg. von e. Gesellschaft Kieler Professoren, Band 1, Schleswig 1820, S. 221 ff. (S. 266 ff.) (abgerufen bei Google Books am 23. April 2012)
- Notae subitaneae ad Gaji Institutionem Commentarios, Tauchnitz, Leipzig 1821
- Institutiones juris romani: in usum praelectionum nova ratione, 1822
- Rechtliches Gutachten... In Sachen des Kammerjunkers Hennig Benedix von Qualen als Besitzer des adelichen Gutes Damp... Verklagten wider den Ober- und Landesgerichtsrath Friedrich Karl Heinrich von Ahlefeldt in Schleswig..., 1825
- Ueber die richterlichen Urtheilsgründe..., 1826
- Rede zur Feier der hohen Vermählung... Der Kronprinzeß Karoline und des Prinzen Ferdinand von Dänemark: Gehalten am 1. August 1829..., Mohr, 1829
- Publicistische Prüfung der Beschwerden des Herzogs Karl von Braunschweig in Betreff der vormundschaftlich Verwaltung Seiner Majestät von Großbritannien und Hannover, 1829 (Digitalisat)
- Wissenschaftlich praktische Rechtskunde: Eine Sammlung von Erörterungen..., 1831
- Zur fünfzigjährigen Amtsfeier Seiner Excellenz, des Herrn Kai Lorenz Grafen von Brockdorff...: Eine Übersicht seines Lebens: Kiel am 13ten November 1839, 1839
- Über die Prüfung der Kandidaten der Rechtswissenschaft, Schröder, 1855
- Ueber Fortbildung und Misbildung der deutschen Sprache, Verlag von Carl Schröder & Lang, 1861
- Aus dem deutschen Rechtsleben: Schilderungen des Rechtsganges und des Kulturzustandes d. letzten 3 Jh. auf Grund v. Schleswig-Holstein-Lauenburgischen Akten d. Kais. Kammergerichts, Homann, 1862
- Ueber das Justizwesen in den Elbherzogthümern in Vergleich mit dem Preußischen, Schwer, Kiel 1867
- Die Civilprocess-Ordnung des Norddeutschen Bundes: Bemerkungen über die wesentlichen Grundsätze derselben, Homann, 1868